# Pingo Doce
Pingo Doce es una cadena portuguesa de supermercados e hipermercados, propiedad del grupo portugués Jerónimo Martins y belga Ahold Delhaize. Se trata del líder portugués en medianas superficies con más de 400 tiendas repartidas en Portugal continental, Azores y Madeira, así como la tercera compañía de distribución del país por detrás de Continente y Minipreço.

## Historia

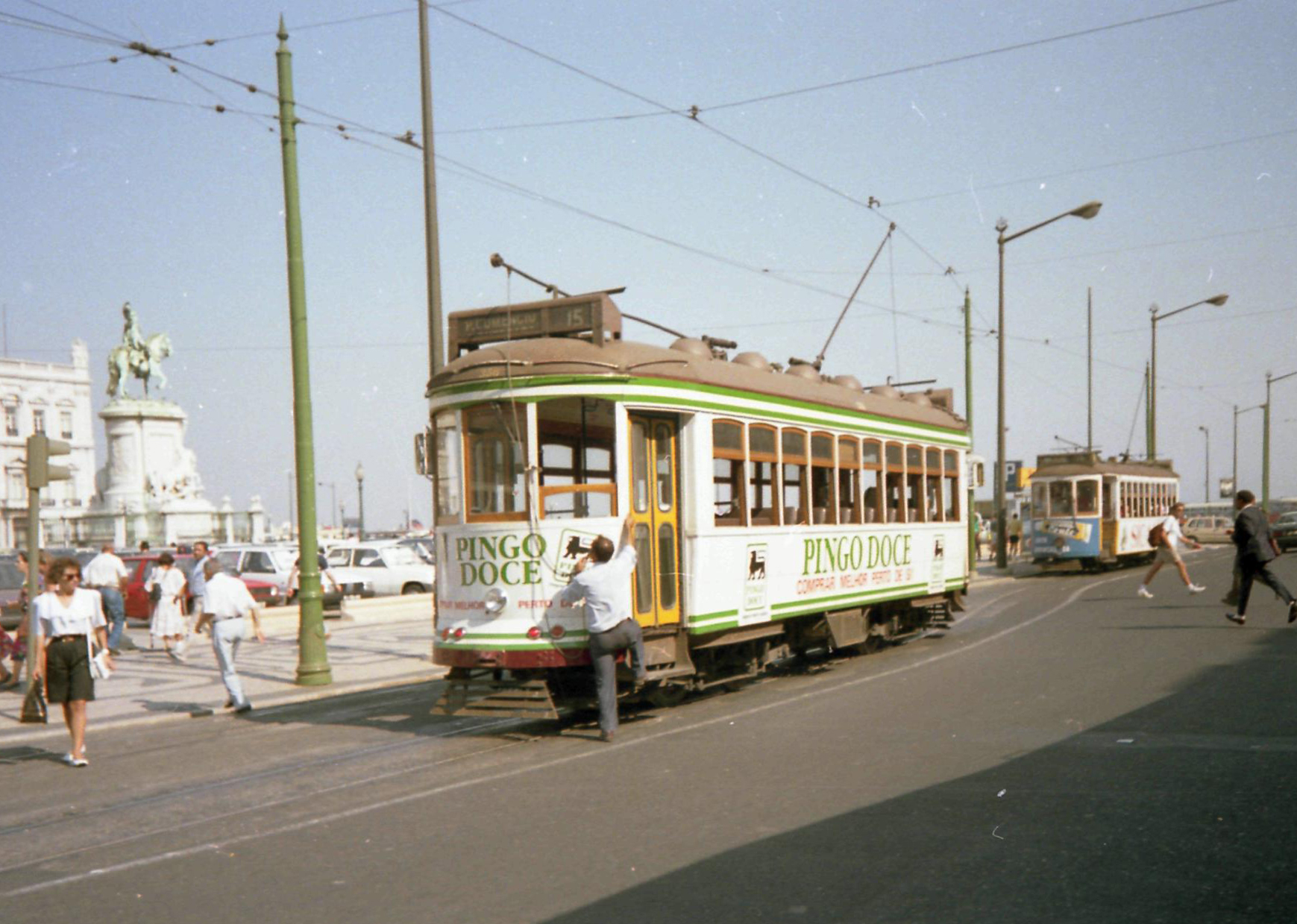
Tranvía de Lisboa (coche 356, ruta 15, Praça do Comércio), en 1989, con la publicidad de Pingo Doce - véase el logotipo utilizado en la época.

Pingo Doce (cuya traducción en español es «gota dulce») fue fundada en 1980 por el grupo Jerónimo Martins, en aquel entonces especializado en importaciones, con el propósito de consolidar la primera cadena de supermercados en Portugal. Desde el principio selló un acuerdo de distribución con el grupo belga Delhaize, y durante toda la década fue expandiéndose a través de adquisiciones.
En 1992 el grupo neerlandés Ahold se hizo con el 49% de la empresa, mientras que Jerónimo Martins mantuvo el 51% restante. Un año después se convertiría en la mayor cadena de supermercados de Portugal, gracias a la absorción del grupo INÓ y de otros establecimientos menores.
A partir de 2008, Jerónimo Martins transforma los hipermercados Feira Nova en establecimientos de Pingo Doce, por lo que la marca supera así las 360 tiendas en todo el país. Para consolidar su liderazgo nacional apuesta por productos frescos, marca blanca, comida para llevar y agresivas promociones de descuentos. En 2016 el grupo superó los 400 establecimientos con una franquicia en Viseo.

## Logotipo

Logotipo de Pingo Doce utilizado entre 1993 y 2013.
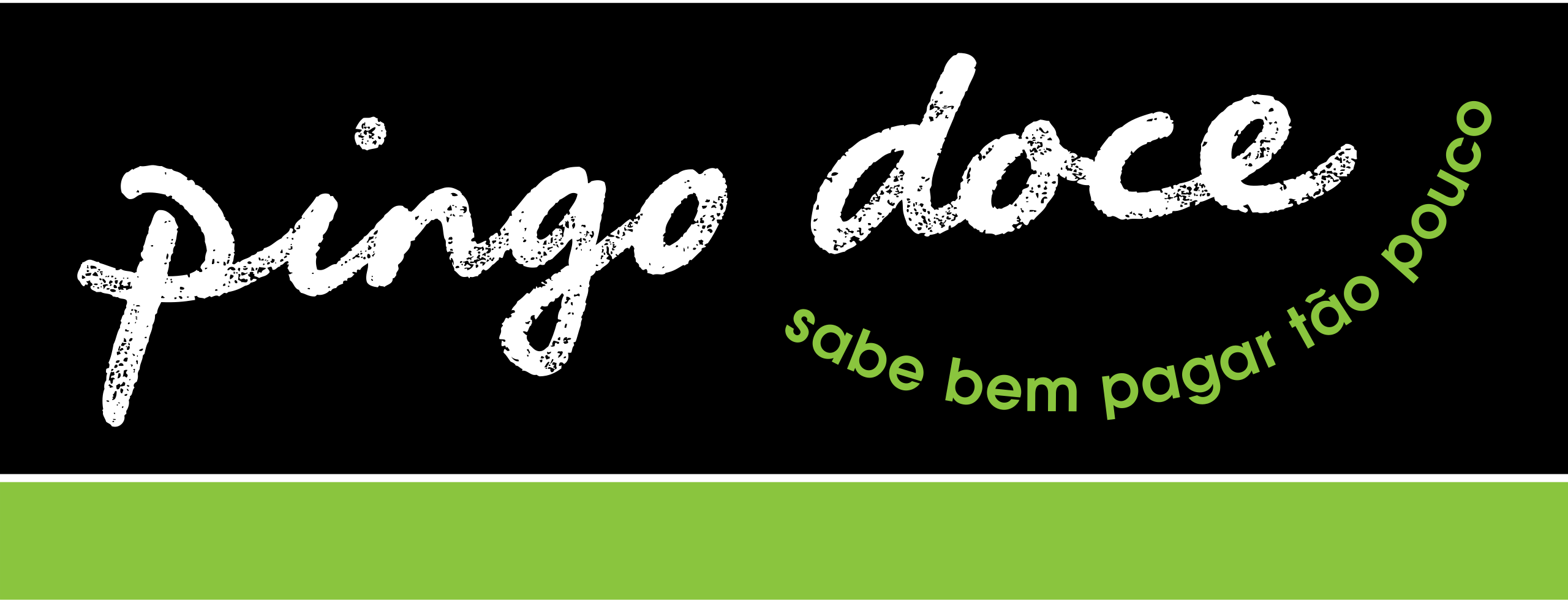
Logotipo actual de Pingo Doce (desde 2013).